# Aeropuerto Internacional Hercílio Luz
El Aeropuerto Internacional de Florianópolis, también conocido como Aeropuerto Internacional Hercílio Luz, (IATA: FLN, OACI: SBFL)  está situado en la zona sur de la ciudad de Florianópolis, Estado de Santa Catarina, en Brasil. Opera tanto vuelos de cabotaje como internacionales. Ocupa una superficie de aproximadamente 9 kilómetros cuadrados.
El aeropuerto es gestionado desde el 3 de enero de 2018 por el Aeropuerto Floripa. La concesionaria es una filial de Zurich Airport, empresa encargada de gestionar el aeropuerto de Zúrich, la ciudad más poblada de Suiza.

## Historia
En 1922, la capital de Santa Catarina, Florianópolis, fue la elegida para albergar las instalaciones del sistema de defensa aérea del litoral de Brasil. En el año siguiente (1923) comenzaron las obras en el campo Ressacada para construir el Centro de Aviación Naval de Santa Catarina. 
El Ministerio de Aeronáutica inauguró en el año 1955 una terminal de pasajeros bajo la administración del Departamento de Aviación Civil. Entre otras instalaciones, existía una torre de control, pista de estacionamiento y una pista compartida con la Base Aérea de Florianópolis, que se mantienen hasta el día de hoy.
En 1974, la empresa estatal Infraero recibió la jurisdicción sobre el aeropuerto. En los años siguientes fueron inaugurados una terminal de cargas y una nueva terminal de pasajeros. La pista principal 14/32, de 2,300 x 45 metros fue abierta al tráfico público en 1978.
En la década de 1980 se realizaron una serie de mejoras en la infraestructura aeroportuaria de Florianópolis.
En 1995, el Aeropuerto Internacional Hercílio Luz fue elevado a la categoría de internacional.
Desde el 3 de enero de 2018, el Aeropuerto es administrado por Floripa Airport, una empresa del grupo Zurich Airport Brasil, de Suiza, ganadora de la subasta realizada el 16 de marzo de 2017. En el 1 de octubre de 2019, se modernizó el aeropuerto con un nuevo terminal de pasajeros y estacionamentos, nuevas pistas de rodajes y la ampliación de la pista principal 14-32 hacia 2,400m.

## Características del aeropuerto
El aeropuerto está ubicado en el barrio Carianos, al sur de la Isla Santa Catarina, próximo al estadio Aderbal Ramos da Silva, de Avaí Fútbol Club, popularmente conocido como Ressacada.
El terminal de pasajeros tiene dos pisos. El embarque ocurre en el primer piso: hay 45 mostradores de facturación y 13 puertas de embarque. De estas, 2 puertas son de uso exclusivo internacional, 10 para uso doméstico y 1 reversible para uso doméstico o internacional, según la demanda presentada. El embarque puede ocurrir a través de 10 pasarelas de acceso a aeronaves o remotamente, con la ayuda de escaleras. El desembarque ocurre en la planta baja, que cuenta con 8 cintas de recogida de equipaje, siendo de estas 2 exclusivas para vuelos internacionales y 1 reversible. Está disponible para el acceso público una terraza-mirador, con vista panorámica al patio de aviones.
Además de los 5 mil metros cuadrados de área comercial en el propio terminal de pasajeros, hay una plaza con puntos comerciales y opciones de ocio frente a la entrada del nuevo aeropuerto, denominada Boulevard 14/32. El lugar, llamado así en referencia a la pista principal de despegue y aterrizaje del aeropuerto, tiene 11 mil metros cuadrados. En el espacio, se realizan eventos y se ofrecen espacios de convivencia abiertos al público.
El terminal cuenta también con un equipo de apoyo terrestre, espacio intermodal situado al lado del Boulevard 14/32 y del terminal de pasajeros. La estructura, autorizada por el Gobierno del Estado de Santa Catarina, permite la prestación de servicios de transporte terrestre intermunicipal sin la necesidad de transbordo en la Terminal Rodoviaria Rita Maria. Desde diciembre de 2022, Viação Catarinense ofrece servicio de transporte de pasajeros en autobús directamente entre el aeropuerto y Balneario Camboriú.

## Aerolíneas y destinos
| Azul Líneas Aéreas 10 destinos               | Nacionales: (5) Belo Horizonte / Campinas / Chapecó / Curitiba / Foz do Iguazu Internacional: (1) Asunción    | N/A           |
| Copa Airlines 1 destino                      | Internacional: (1) Ciudad de Panamá                                                                           | Star Alliance |
| Flybondi 2 destinos                          | Internacional: (2) Buenos Aires-EZE / Buenos Aires-AEP / Córdoba (Inicia 1 de diciembre del 2025)             | N/A           |
| Gol Linhas Aéreas 5 destinos                 | Nacionales: (4) Brasilia / Río de Janeiro-GIG / São Paulo / São Paulo-GRU Internacional: (1) Buenos Aires-AEP | N/A           |
| JetSMART Argentina 1 destino                 | Internacional: (1) Buenos Aires-EZE                                                                           | N/A           |
| JetSMART 1 destino                           | Internacional: (1) Santiago de Chile                                                                          | N/A           |
| LATAM Airlines 1 destino                     | Internacional: (1) Santiago de Chile                                                                          | N/A           |
| LATAM Brasil 4 destinos                      | Nacionales: (4) Brasilia / Río de Janeiro-GIG / São Paulo / São Paulo-GRU                                     | N/A           |
| LATAM Perú 1 destino                         | Internacional: (1) Lima (Inicia 2 de diciembre del 2025)                                                      | N/A           |
| Paranair 1 destino                           | Internacional: (1) Asunción (Estacional - verano)                                                             | N/A           |
| Sky Airline 1 destino                        | Internacional: (1) Santiago de Chile                                                                          | N/A           |
| Sky Airline Perú 1 destino                   | Internacional: (1) Montevideo                                                                                 | N/A           |
| TAP Air Portugal 1 destino                   | Internacional: (1) Lisboa                                                                                     | Star Alliance |
| Total: 20 destinos, 18 países, 14 aerolíneas | |               |

### Destinos internacionales
| Ciudades por países                        | Nombre del aeropuerto                                             | Aerolíneas                                           | Aeronaves                      |               |
| Centroamérica                              | Centroamérica                                                     | Centroamérica                                        | Centroamérica                  | Centroamérica |
| ------------------------------------------ | ----------------------------------------------------------------- | ---------------------------------------------------- | ------------------------------ | ------------- |
| Panamá                                     |                                                                   |                                                      |                                |               |
| Ciudad de Panamá                           | Aeropuerto Internacional de Tocumen                               | Copa Airlines                                        | B738, B39M                     |               |
| Suramérica                                 |                                                                   |                                                      |                                |               |
| Argentina                                  |                                                                   |                                                      |                                |               |
| Buenos Aires                               | Aeropuerto Internacional Ministro Pistarini                       | Flybondi / JetSMART Argentina                        | B738 / A320                    |               |
| Buenos Aires                               | Aeroparque Jorge Newbery                                          | Flybondi / Gol Linhas Aéreas                         | B738, B38M / B738, B38M / B738 |               |
| Córdoba                                    | Aeropuerto Internacional Ingeniero Aeronáutico Ambrosio Taravella | Flybondi Estacional (Inicia 1 de diciembre del 2025) | B738                           |               |
| Chile                                      |                                                                   |                                                      |                                |               |
| Santiago de Chile                          | Aeropuerto Internacional Arturo Merino Benítez                    | JetSMART / LATAM Airlines / Sky Airline              | A320 / A320 / A320N            |               |
| Paraguay                                   |                                                                   |                                                      |                                |               |
| Asunción                                   | Aeropuerto Internacional Silvio Pettirossi                        | Azul Linhas Aéreas / Paranair (estacional)           | E195 / CRJ-200                 |               |
| Perú                                       |                                                                   |                                                      |                                |               |
| Lima                                       | Aeropuerto Internacional Jorge Chávez                             | LATAM Perú (Inicia 2 de diciembre del 2025)          | A320                           |               |
| Europa                                     |                                                                   |                                                      |                                |               |
| Portugal                                   |                                                                   |                                                      |                                |               |
| Lisboa                                     | Aeropuerto de Lisboa                                              | TAP Air Portugal                                     | A339                           |               |
| Total: 6 destinos, 6 países, 11 aerolíneas |                                                                   |                                                      |                                |               |

### Carga
| Aerolíneas          | Destinos             |
| ------------------- | -------------------- |
| Avianca Cargo       | Miami                |
| LATAM Cargo         | Miami                |
| Total Líneas Aéreas | Curitiba / São Paulo |

## Antiguas aerolíneas operantes
| - Aerochaco SA - Aeromás - Aerosul Taxi Aéreo - Air Brasil - Air Canada - Air Holland - Air Plus Comet - Air 2000 First Choice - América Air - American Falcon - ATA American Trans Air - Austral - Avianca Brasil - BairesFly - BRA Transportes Aéreos - Caledonian Airways - Cardinal - Cielos Airlines - Compass Airlines (NWA) - Delta Connection - Dinar - EuroAtlantic - Evergreen - Flex Linhas Aéreas | - Fly Linhas Aéreas - FEDEX Federal Express - Futura Internacional Airways - Heliopolis - Iberia - InterBrasil - JetBlue - Lloyd Aéreo Boliviano - Lade Líneas Aéreas - LAER Líneas Aéreas - Lapa - Lithuanian Airlines - Macedonian Airlines - Milenium Air - Monarch Airways - Nacional Linhas Aéreas - Nordeste Linhas Aéreas - Pantanal Linhas Aéreas - Passaredo Linhas Aéreas - Platinum Air - PLUNA - Republic Airlines - Rico Linhas Aéreas - Rio Sul | - Skyjet - Skyways - Southern Winds - TransBrasil - Travel Service - Taesa - Trip - Uair - US Airways Express - Vasp - Via Brasil - Webjet |

## Accidentes y incidentes
- Vuelo 2023 de Correio Aéreo Nacional: en una escala en la ciudad proveniente de Río de Janeiro, el vuelo 2023 de la Fuerza Aérea Brasileña, operado por el Correo Aéreo Nacional (CAN) en un avión Douglas C-47, despegó a las 4 de la tarde del 6 de junio de 1949 del Aeropuerto Hercílio Luz con destino a Porto Alegre. Poco después de eso, tras cruzar la Bahía Sur, el avión chocó contra el cerro Cambirela, a unos 12 kilómetros al suroeste del aeropuerto, en el municipio vecino de Palhoça. La probable causa de la caída fue el mal tiempo. Todos los 26 ocupantes del avión murieron, siendo esta la mayor tragedia de la aviación brasileña hasta entonces.
- Vuelo 303 de Transbrasil: Iniciado en la mañana del 12 de abril de 1980, el vuelo Transbrasil 303, realizado por el Boeing 727-100 con matrícula PT-TYS, conectaba Belém de Pará con Porto Alegre, con escalas en Fortaleza, Brasilia, Vitória, Río de Janeiro, São Paulo y en el Aeropuerto Hercílio Luz. Al acercarse a la capital de Santa Catarina, las condiciones meteorológicas no eran favorables, lo que causó que el avión chocara contra el lado norte de la colina de Virgínia, en la localidad de Ratones, a unos 24 kilómetros al norte del aeropuerto. De los 58 pasajeros y tripulantes, solo 3 sobrevivieron.
- Vuelo 3105 de TAM: En el 8 de noviembre de 2003, el Airbus A320-232 matrícula PT-MZL, de TAM Linhas Aéreas (actualmente LATAM), que transportaba 122 pasajeros y 6 tripulantes, derrapó en la pista durante el aterrizaje en el Aeropuerto Internacional Hercílio Luz. El avión salió de Congonhas, en São Paulo, con destino a la capital catarinense. Con la fuerte lluvia que azotaba la ciudad, el avión sufrió un proceso de deslizamiento sobre el agua, ocurriendo la pérdida del control del aparato, que derrapó y acabó yendo a parar en el césped, en la pista principal del aeropuerto. El tren de aterrizaje delantero quedó dañado y el ala derecha llegó a tocar el suelo. Nadie resultó herido. El avión fue reparado en el lugar y opera hasta hoy, siendo el avión más antiguo que forma parte de la flota de Latam Brasil hacia mayo de 2023.[3][4]